# Distretto di Yeşilhisar
Il distretto di Yeşilhisar (in turco Yeşilhisar ilçesi) è uno dei distretti della provincia di Kayseri, in Turchia.